# رومين بويت
رومين بويت (بالفرنسية: Romain Poyet)‏ (25 نوفمبر 1980 بلوكوتو في فرنسا - ) هو لاعب كرة قدم فرنسي في مركز جناح ‏. لعب مع نادي أميين ونادي أوكسير ونادي بريست ونادي ديجون ونادي كاين ونادي كليرمونت 63 ونادي سانت بريست ‏.

## وصلات خارجية
- رومين بويت على موقع رابطة كرة القدم الفرنسية للمحترفين (الإنجليزية)
- رومين بويت على موقع قاعدة بيانات كرة القدم.إي يو (الإنجليزية)
- رومين بويت على موقع ليكيب (الفرنسية)
- رومين بويت على موقع Soccerway.com (الإنجليزية)